# Stanley Gene

a Compétitions nationales et continentales officielles uniquement.

b Matchs officiels uniquement.
Stanley Gene (né le 11 mai 1974 à Goroka, Papouasie-Nouvelle-Guinée) est un joueur papou de rugby à XIII. Il peut jouer au poste de demi de mêlée, de troisième ou de talonneur. 

## Biographie
Précédemment, il a évolué pour Hull FC, les Huddersfield Giants et les Bradford Bulls. Il est international papou et il a joué 3 coupes du monde avec sa sélection dont la dernière comme capitaine (1995, 2000, et 2008). 
Son véritable âge est un mystère, Gene affirme être né en 1974, mais aucun acte de naissance existe. De nombreuses recherches entreprises par le gouvernement papou ont été faites pour déterminer son véritable âge et ils en ont conclu qu'il avait entre 32 et 58 ans,. 
En 2010, à la suite de la démission d'Adrian Lam, Gene prend la tête de l'équipe nationale de Papouasie-Nouvelle-Guinée.